# Serie A2 1988-1989 (pallavolo femminile)
La Serie A2 femminile FIPAV 1988-89 fu la 12ª edizione della manifestazione organizzata dalla FIPAV.
Delle 24 partecipanti, la Pallavolo Gallico Reggio Calabria e la Primizia Faenza provenivano dalla Serie A1, mentre Cap Chieti, Co.Sa.Id Carrara, Faip Crema, Iveco Impresem Agrigento, Kennedy Sarno, Pantacromo Monterotondo, Paris Mode Verona e Universo Bologna erano le neopromosse dalla Serie B.

## Classifiche
| Pos. | Squadra                         | Pt | G  |
| ---- | ------------------------------- | -- | -- |
| 1.   | Ceramica Nuova Spezzano Fiorano | 34 | 22 |
| 2.   | Erg Genova                      | 30 | 22 |
| 3.   | Sipp Cassano d'Adda             | 28 | 22 |
| 4.   | Fulgor Fidenza                  | 28 | 22 |
| 5.   | Universo Bologna                | 28 | 22 |
| 6.   | Primizia Faenza                 | 26 | 22 |
| 7.   | Bionatural Lecco                | 24 | 22 |
| 8.   | Galup Pinerolo                  | 20 | 22 |
| 9.   | Paris Mode Verona               | 18 | 22 |
| 10.  | Faip Crema                      | 14 | 22 |
| 11.  | Co.Sa.Id Carrara                | 12 | 22 |
| 12.  | Infinas Pordenone               | 2  | 22 |

| Pos. | Squadra                           | Pt | G  |
| ---- | --------------------------------- | -- | -- |
| 1.   | Ina Assitalia Perugia             | 38 | 22 |
| 2.   | Ceramica Caltagirone              | 32 | 22 |
| 3.   | Alisurgel Palermo                 | 30 | 22 |
| 4.   | Bit Computer Roma                 | 30 | 22 |
| 5.   | Metronotte Baiengas Ascoli Piceno | 26 | 22 |
| 6.   | Aurora Giarratana                 | 22 | 22 |
| 7.   | Pallavolo Gallico Reggio Calabria | 22 | 22 |
| 8.   | Kennedy Sarno                     | 20 | 22 |
| 9.   | Iveco Impresem Agrigento          | 18 | 22 |
| 10.  | Pantacromo Monterotondo           | 16 | 22 |
| 11.  | Mark Leasing Jesi                 | 6  | 22 |
| 12.  | Cap Chieti                        | 4  | 22 |

| Promosse in Serie A1 | Promossa dopo play-off | Retrocesse in Serie B |